# Jumanji: Welcome to the Jungle
Jumanji: Welcome to the Jungle (titulada: Jumanji: En la selva en Hispanoamérica y Jumanji: Bienvenidos a la jungla en España) es una película estadounidense de acción, aventuras y comedia de 2017, dirigida por Jake Kasdan y escrita por Chris McKenna, Erik Sommers, Scott Rosenberg y Jeff Pinkner.
Es la secuela de Jumanji y está protagonizada por Dwayne Johnson, Jack Black, Kevin Hart, Karen Gillan, Nick Jonas y Bobby Cannavale. La película también rinde homenaje a Robin Williams, estrella de la película original.
Jumanji: Welcome to the Jungle fue estrenada el 20 de diciembre de 2017. La película recibió críticas generalmente positivas y recaudó cerca de $962 millones en todo el mundo, mientras que en los Estados Unidos se convirtió en la película de Sony más taquillera en ese entonces con $404.515.480, superando en ese entonces a Spider-Man con $403.706.375.
  Esto después de ser superada por Spider-Man: No Way Home en 2021.

## Argumento
La historia inicia exactamente un año después de los acontecimientos de la primera película. En 1996, un hombre corre por la playa cuando encuentra el juego de mesa Jumanji en la arena, tras haber sido arrojado al río por Alan Parrish (Adam Hann-Byrd) y Sarah Whittle (Bonnie Hunt) en 1969. Él se lo lleva a su hijo Alex Vreeke (Mason Guccione), pero este no muestra interés porque es un juego de mesa y prefiere jugar videojuegos. Esa misma noche, el juego Jumanji se transforma mágicamente en un cartucho de videojuegos y Álex lo conecta a su consola para jugar una partida, pero un destello de luz verde sale del cartucho y brilla en su habitación, haciéndolo desaparecer misteriosamente sin dejar rastro alguno.
20 años después en 2016, Spencer Gilpin (Alex Wolff), un estudiante inteligente que le teme a casi todo lo que hay en el mundo exterior, se encuentra con su antiguo mejor amigo, el jugador de fútbol americano Anthony "Fridge" Johnson (Ser'Darius Blain), fuera de la casa de Alex (ahora conocida como la "Casa de los sustos") para entregarle un ensayo que escribió como tarea. Fridge es recogido por una amiga a la escuela y cuando se va, Spencer se encuentra con el padre de Alex (Tim Matheson), convertido en un recluso después de la desaparición de su hijo hace varios años, siendo asustado por él y advertido de mantenerse alejado de su casa.
En la escuela, la nomofóbica Bethany Walker (Madison Iseman) está teniendo una videollamada con su amiga durante un examen. Su profesora le pide que guarde su teléfono, pero cuando ella se niega, es llevada a la detención. Durante la clase de gimnasia, Spencer se da cuenta de que una chica tímida, Martha Kaply (Morgan Turner), se niega a hacer deportes, insultando inadvertidamente a su profesora y causando que vaya a detención. Luego, Spencer es llamado a la oficina del director tras descubrirse que Fridge había copiado su ensayo. Aunque Spencer intenta defender a su amigo, ambos son llevados a detención.
El director hace que los cuatro estudiantes sean castigados al limpiar el sótano de la escuela durante toda la tarde. Mientras limpian el sótano, Spencer y Fridge encuentran una antigua consola de videojuegos con el cartucho de Jumanji aún conectado y se preparan para jugar, mientras que Bethany y Martha se unen a regañadientes. Después de que eligen a sus personajes (uno de los cuales es inaccesible), el cartucho comienza a desprender un brillante destello verde en el sótano mientras los cuatro son absorbidos dentro del juego.
Dentro de Jumanji, Spencer se convierte en el Dr. Smolder Bravestone (Dwayne Johnson), un musculoso arqueólogo. Fridge se convierte en Franklin "Mouse" Finbar (Kevin Hart), un zoólogo experto de baja estatura, a quien eligió por leer su apodo como "Moose". Martha se convierte en Ruby Roundhouse (Karen Gillan), una comando y experta en artes marciales, y Bethany se convierte en el profesor Sheldon "Shelly" Oberon (Jack Black), un obeso cartógrafo y criptólogo que ella confundió con una mujer por la descripción del personaje (horrorizándose al ver su reflejo en un río). Inicialmente, los cuatro se desconocen y se asustan hasta que se dan cuenta de que están dentro del videojuego. Casi de inmediato, un hipopótamo gigante emerge del agua y devora al profesor Oberon, matándolo. Sin embargo, él regresa vivo a la partida.
Los cuatro se encuentran con un personaje no jugador llamado Nigel Billingsley (Rhys Darby), que sabe todo acerca de los personajes, dándoles una historia de fondo: un antiguo aliado convertido en némesis del Dr. Bravestone, Van Pelt (Bobby Cannavale) el cazador y antagonista de la primera película, fue en búsqueda de una joya llamada "el Ojo del Jaguar" en la parte superior de una estatua en medio de la jungla. Van Pelt robó la joya y tomó el control de los animales de Jumanji, por lo que la misión de los jugadores es recuperar la joya y salvar Jumanji para poder abandonar y terminar el juego.
Después de ser dejados en un claro por Nigel, el Dr. Bravestone toca su pectoral, mostrando una lista de sus habilidades, que incluyen: escalar, súper fuerza, velocidad, uso del Búmeran y ninguna debilidad. En el caso de Ruby, es una luchadora experta, pero su debilidad es el veneno. Por su parte el profesor Oberon posee habilidades de inteligencia en cartografía y paleontología, pero su debilidad es la resistencia y finalmente Mouse, es un zoólogo experto en animales, pero técnicamente es un inútil, sin nada de fuerza, demasiada lentitud, poca destreza, lleva las armas del Dr. Bravestone en su mochila y casi todo en Jumanji es su debilidad, especialmente los pasteles, los cuales causan que este explote. Los cuatro descubren un mapa (que solamente el profesor Oberon puede leer) al que le falta una "pieza" que los llevará a la estatua del Ojo del Jaguar. Pronto, el grupo es encontrado por enemigos en motocicletas, quienes los persiguen a través del claro hasta una cascada. Los cuatro saltan y nadan a la seguridad, pero Ruby revela haber sido herida de bala y muere, regresando al juego después de unos segundos. Todos se dan cuenta de que tienen tres vidas, indicadas por los tatuajes que tienen en sus muñecas. pero en el caso de Ruby y el profesor Oberon al morir previamente, ambos tienen una vida menos.
Mientras viajan a su destino, el Dr. Bravestone y Mouse comienzan a discutir, revelando que Fridge ha estado intentando distanciarse de Spencer desde séptimo grado y causando que Mouse empuje al Dr. Bravestone por un acantilado en represalia, matándolo. El Dr. Bravestone regresa y golpea a Mouse contra una roca, pero Ruby y el profesor Oberon hacen que se detengan para que puedan continuar.
Los cuatro terminan en un mercado local donde buscan su "pieza" perdida del mapa. Tras detenerse para recuperar fuerzas, Mouse come pastel sin saberlo y explota en mil pedazos, muriendo. Luego de que él regresa, una niña se acerca a ellos y los guía a una cabaña con un contenedor que tiene una mamba negra en su interior, indicándoles que también está la "pieza" que falta en su mapa. El Dr. Bravestone sostiene a la serpiente y Mouse le arranca los colmillos. El profesor Oberon encuentra un pequeño tótem de elefante en el contenedor y una nota diciendo que "cuando lo encuentren, escalen". Cuando están a punto de irse, Van Pelt y sus secuaces irrumpen en el mercado para encontrarlos. El Dr. Bravestone utiliza sus habilidades de super fuerza para golpear a los secuaces, enviándolos volando por los aires. El grupo es encontrado por un quinto personaje jugable, el piloto Jefferson "Seaplane" McDonough (Nick Jonas), quien dice ser que su jugador es Alex, el chico que desapareció al inicio de la película. Él aleja al grupo de los enemigos y los lleva a un lugar seguro a través de las alcantarillas después de robar la joya de Van Pelt.
McDonough lleva a los cuatro a una casa del árbol que alguna vez perteneció a Alan Parrish (el personaje que Robin Williams interpretó en la primera película), quien estuvo durante 26 años encerrado en el juego. Él hace margaritas para el grupo, y Mouse se emborracha. McDonough menciona que Alex ha estado atrapado en el videojuego durante días, y que no ha podido llegar a un cobertizo de transporte para escapar, puesto que su debilidad son los mosquitos y en sus intentos ya ha perdido dos vidas, rindiéndose para evitar morir si pierde su última vida. El grupo se da cuenta de que necesitan distraer a los guardias para robar un helicóptero y escapar.
El profesor Oberon le enseña a Ruby cómo coquetear (puesto que Bethany la está controlando) para distraer a los guardias mientras los demás se escabullen al cobertizo. Mientras tanto, McDonough utiliza diálogos de la década los 90s, llevando a los demás a descubrir que Alex ha estado atrapado dentro del juego durante 20 años y que todos en la ciudad saben acerca de su desaparición en 1996, llevando a McDonough a sentirse desesperado por salir del videojuego. Ruby no coquetea, pero recuerda que su habilidad es luchar, por lo que se enfrenta a los guardias al ritmo de una canción que suena en una radio. Luego, el grupo entra al cobertizo para buscar el helicóptero, pero McDonough duda porque teme perder su última vida, ya que al hacerlo morirá tanto en el videojuego como en el mundo real. Los demás lo convencen de entrar en acción y roban el helicóptero justo cuando aparecen Van Pelt y sus secuaces.
Mientras el grupo se va volando, son perseguidos por rinocerontes albinos. El helicóptero comienza a bajar y no puede subir, por lo que el Dr. Bravestone trepa a las hélices para arreglarlo. Accidentalmente, Mouse suelta la joya durante el caos y los rinocerontes corren a su alrededor para protegerla. McDonough vuela alrededor mientras el Dr. Bravestone sacrifica a Mouse empujándolo a los rinocerontes para crear una distracción mientras ellos recuperan la joya. Mouse es aplastado y asesinado, pero regresa a la vida.
El grupo aterriza el helicóptero en una zona segura, pero McDonough es picado por un mosquito, que es una de sus debilidades y termina perdiendo su última vida y comienza a morir, por lo que el profesor Oberon le realiza respiración artificial para revivirlo, dándole una de sus vidas en el proceso. Después, el Dr. Bravestone le expresa sus sentimientos a Ruby, y ella hace lo mismo, por lo que ambos comparten un extraño primer beso, pero Mouse los interrumpe en el acto.
El grupo llega al lugar de la estatua del Ojo del Jaguar, que está rodeada de jaguares que lo protegen. El Dr. Bravestone es asesinado brutalmente por uno de los jaguares, dejándolo con su última vida, por lo que comienza a entrar en pánico, pero Mouse lo alienta a seguir jugando. Van Pelt y sus secuaces llegan nuevamente, y el grupo debe utilizar sus habilidades combinadas y su trabajo en equipo para defenderse. Un elefante aparece y Mouse se sube utilizando la joya. Luego, Ruby toma la joya cuando el Dr. Bravestone trepa a la estatua. Ella es rodeada por serpientes venenosas cuando Van Pelt se le acerca, por lo que Ruby pisa una serpiente deliberadamente para que la muerda, inyectándole su veneno y matándola para que pueda reaparecer con la joya en la mano. Cuando ella vuelve a caer al juego, le lanza la joya al Dr. Bravestone, quien la coloca nuevamente en la estatua. Los cinco jugadores gritan "¡Jumanji!", deshaciendo la maldición sobre el videojuego y haciendo que Van Pelt se desintegre.
Nigel aparece y felicita a los personajes por completar el videojuego, estrechando sus manos y haciendo que regresen al mundo real. Spencer, Bethany, Fridge y Martha reaparecen en el sótano de la escuela, pero descubren que Alex no está con ellos, por lo que se van de la escuela juntos y pasan frente a su casa (que ya no está en mal estado y ahora está cubierta de adornos navideños). El padre de Alex (ahora con una mejor apariencia) sale de la casa mientras es recibido por su nieta. Un adulto Alex (Colin Hanks) sale de su auto mientras va a hablar con los chicos. Él les dice que el videojuego lo envió de vuelta a donde comenzó todo en 1996, por lo que ahora pudo vivir una vida normal y formar una familia, llamando a su hija Bethany, en honor a la chica que le salvó la vida.
De vuelta en la escuela, Spencer y Fridge reparan su amistad nuevamente, Bethany abandona su nomofobia y le propone a su amiga que vayan de excursión, algo que ella nunca había hecho antes. Spencer encuentra a Martha y le declara sus sentimientos mientras ambos se dan un beso.
Momentos después, los cuatro escuchan los golpes de los tambores de Jumanji, por lo que agarran el cartucho y la consola llevándolos detrás de la escuela y los destruyen con una bola de bowling que encontraron en el sótano para evitar que alguien más se atreva a jugar.

## Reparto
| Actor            | Personaje                                          | Notas         |
| ---------------- | -------------------------------------------------- | ------------- |
| Dwayne Johnson   | Spencer Gilpin / Dr. Xander "Smolder" Bravestone   |               |
| Alex Wolff       | Spencer Gilpin                                     |               |
| Kevin Hart       | Anthony "Fridge" Johnson / Franklin "Mouse" Finbar |               |
| Ser'Darius Blain | Anthony "Fridge" Johnson                           |               |
| Jack Black       | Bethany Walker / Profesor Sheldon "Shelly" Oberon  |               |
| Madison Iseman   | Bethany Walker                                     |               |
| Karen Gillan     | Martha Kaply / Ruby Roundhouse                     |               |
| Morgan Turner    | Martha Kaply                                       |               |
| Nick Jonas       | Alex Vreeke / Jefferson "Seaplane" McDonough       |               |
| Mason Guccione   | Alex Vreeke                                        |               |
| Colin Hanks      | Alex Vreeke (adulto)                               | No acreditado |
| Bobby Cannavale  | Profesor Russell Van Pelt                          |               |
| Rhys Darby       | Nigel Billingsley                                  |               |
| Tim Matheson     | Viejo Vreeke                                       |               |

## Orden de las películas
El 22 de febrero de 2019, Jack Black confirmó que Welcome to the Jungle y The Next Level corresponden a la tercera y cuarta película de la saga respectivamente ya que Zathura: A Space Adventure (2005) sirvió como la segunda película y compartió continuidad con las otras películas de la serie.